# CAF Champions League 2013
La CAF Champions League 2013 è stata la 49ª edizione della massima competizione per squadre di club in Africa, la 17ª con il formato attuale. L'Al-Ahly ha vinto il trofeo per l'ottava volta, la seconda consecutiva.

## Distribuzione squadre
Teoricamente, sino a 56 associazioni della CAF possono iscrivere le proprie squadre alla Champions League 2013, con le migliori 12 che possono iscriverne 2. Per questa competizione, la CAF usa la graduatoria quinquennale del periodo 2007-11.

### Sistema della graduatoria
La CAF calcula i punti per ogni associazione in base ai risultati dei propri club nella Champions League e nella Coppa della Confederazione CAF, non prendendo in considerazione l'anno corrente. I criteri per i punti sono i seguenti:
|                        | CAF Champions League | Coppa della Confederazione CAF |
| ---------------------- | -------------------- | ------------------------------ |
| Vincitore              | 5 punti              | 4 punti                        |
| Seconda                | 4 punti              | 3 punti                        |
| Semifinaliste perdenti | 3 punti              | 2 punti                        |
| 3º posto nei gruppi    | 2 punti              | 1 punti                        |
| 4º posto nei gruppi    | 1 punto              | 1 punto                        |

I punti sono moltiplicati per un dato coefficiente a seconda dell'anno, come segue:
- 2011 – 5
- 2010 – 4
- 2009 – 3
- 2008 – 2
- 2007 – 1

### Squadre qualificate
Le squadre in grassetto accedono direttamente al primo turno.
| Nazione                        | Squadra                              | Metodo di qualificazione                                  |
| Nazioni con 2 iscritte (1–12)  | Nazioni con 2 iscritte (1–12)        | Nazioni con 2 iscritte (1–12)                             |
| ------------------------------ | ------------------------------------ | --------------------------------------------------------- |
| Tunisia (1ª - 100 pt.)         | Espérance Tunisi                     | Campione Championnat de Ligue Professionelle 1 2011-12    |
| Tunisia (1ª - 100 pt.)         | Club Athlétique Bizertin             | Seconda Championnat de Ligue Professionelle 1 2011-12     |
| Nigeria (2ª - 70 pt.)          | Kano Pillars                         | Campione Nigeria Premier League 2012                      |
| Nigeria (2ª - 70 pt.)          | Enugu Rangers                        | Seconda Nigeria Premier League 2012                       |
| Egitto (3ª - 64 pt.)           | Al-AhlyTH                            | Campione Egyptian Premier League 2010–11Nota EGY          |
| Egitto (3ª - 64 pt.)           | Zamalek                              | Seconda Egyptian Premier League 2010–11Nota EGY           |
| Marocco (4ª - 62 pt.)          | Moghreb Tétouan                      | Campione Botola 1 Pro 2011-2012                           |
| Marocco (4ª - 62 pt.)          | FUS Rabat                            | Seconda Botola 1 Pro 2011-2012                            |
| RD del Congo (5ª - 49 pt.)     | TP Mazembe                           | Campione Linafoot 2012                                    |
| RD del Congo (5ª - 49 pt.)     | AS Vita Club                         | Seconda Linafoot 2012                                     |
| Sudan (6ª - 47 pt.)            | Al-Hilal-Sudan                       | Campione Sudan Premier League 2012                        |
| Sudan (6ª - 47 pt.)            | Al-Merreikh                          | Seconda Sudan Premier League 2012                         |
| Algeria (7ª - 43 pt.)          | ES Sétif                             | Campione Ligue Professionnelle 1 2011-2012                |
| Algeria (7ª - 43 pt.)          | JSM Béjaïa                           | Seconda Ligue Professionnelle 1 2011-2012                 |
| Camerun (8ª - 19 pt.)          | Union Douala                         | Campione MTN Elite One 2012                               |
| Camerun (8ª - 19 pt.)          | Coton Sport                          | Seconda MTN Elite One 2012                                |
| Angola (9ª - 18 pt.)           | Recreativo do Libolo                 | Campione Girabola 2012                                    |
| Angola (9ª - 18 pt.)           | Primeiro de Agosto                   | Seconda Girabola 2012                                     |
| Mali (10ª - 16 pt.)            | Djoliba                              | Campione Malien Première Division 2011-12                 |
| Mali (10ª - 16 pt.)            | Stade Malien                         | Seconda Malien Première Division 2011-12                  |
| Zimbabwe (11ª - 13 pt.)        | Dynamos (una sola iscritta) Nota ZIM | Campione Premier Soccer League 2012                       |
| Costa d'Avorio (=12ª - 11 pt.) | Séwé Sports                          | Campione Ligue 1 2012                                     |
| Costa d'Avorio (=12ª - 11 pt.) | AFAD Djékanou                        | Seconda Ligue 1 2012                                      |
| Nazioni con 1 iscritta         |                                      |                                                           |
| Libia (=12ª - 11 pt.)          | Al-Ittihad                           | Campione Campionato libico di calcio 2009-10Nota LBY      |
| Zambia (14ª - 10 pt.)          | Zanaco                               | Campione Super Division 2012                              |
| Niger (15ª - 4 pt.)            | Olympic Football Club de Niamey      | Campione Niger Premier League 2011–12                     |
| Ghana (16ª - 2 pt.)            | Asante Kotoko                        | Campione Ghana Premier League 2011–12                     |
| Sudafrica (17ª - 1 pt)         | Orlando Pirates                      | Campione Premier Division 2011–12                         |
| Benin                          | ASPAC                                | Campione Benin Premier League 2011–12                     |
| Botswana                       | Mochudi Centre Chiefs                | Campione Mascom Premier League 2011–12                    |
| Burkina Faso                   | ASFA Yennenga                        | Campione Burkinabé Premier League 2012                    |
| Burundi                        | Vital'O                              | Campione Amstel Ligue 2011–12                             |
| Rep. Centrafricana             | Olympic Real de Bangui               | Campione Campionato centrafricano di calcio 2012          |
| Ciad                           | Gazelle                              | Campione Ligue de N'Djaména 2012                          |
| Comore                         | Djabal Club                          | Campione Campionato comoriano di calcio 2012              |
| Rep. del Congo                 | AC Léopards                          | Campione Campionato congolese di calcio 2012              |
| Guinea Equatoriale             | CD Elá Nguema                        | Campione Primera Divisíon de Honor 2012                   |
| Etiopia                        | Saint-George SA                      | Campione Campionato etiope di calcio 2011–12              |
| Gabon                          | CF Mounana                           | Campione Championnat National D1 2011-12                  |
| Gambia                         | Real de Banjul                       | Campione GFA League First Division 2012                   |
| Guinea                         | Horoya AC                            | Campione Guinée Campionenat National 2011-12              |
| Kenya                          | Tusker                               | Campione Kenyan Premier League 2012                       |
| Lesotho                        | Lesotho Correctional Services        | Campione Lesotho Premier League 2011–12                   |
| Liberia                        | LISCR                                | Campione Liberian Premier League 2012                     |
| Madagascar                     | AS Adema                             | Campione THB Campiones League 2012                        |
| Mozambico                      | Maxaquene                            | Campione Moçambola 2012                                   |
| Ruanda                         | APR                                  | Campione Primus National Football League 2011–12          |
| São Tomé e Príncipe            | Sporting Clube do Príncipe           | Campione Campionato di calcio di Sao Tomé e Principe 2012 |
| Senegal                        | Casa Sport Football Club             | Campione Senegal Premier League 2011-12                   |
| Seychelles                     | St Michel United                     | Campione Seychelles League 2012                           |
| Sierra Leone                   | Diamond Stars                        | Campione Sierra Leone National Premier League 2011-12     |
| eSwatini                       | Mbabane Swallows                     | Campione Swazi MTN Premier League 2011-12                 |
| Tanzania                       | Simba                                | Campione Ligi Kuu Bara 2011-12                            |
| Togo                           | Dynamic Togolais                     | Campione Togolese Campionenat National 2011-12            |
| Uganda                         | URA                                  | Terza Uganda Super League 2011–12                         |
| Zanzibar                       | Jamhuri                              | Seconda Zanzibar Premier League 2012                      |

Note
- Le associazioni che non hanno iscritto squadre sono: Capo Verde, Gibuti, Eritrea, Guinea-Bissau, Malawi, Mauritania, Mauritius, Namibia, Réunion, Somalia e Sudan del Sud.
- Le nazioni senza ranking non hanno punti e sono tutte 18ª.
- TH – Campione in carica
- Egitto (EGY): In origine la vincente e la seconda classificate dell'Egyptian Premier League 2011-2012 avrebbero dovuto rappresentare l'Egitto nella competizione ma, a causa della sua cancellazione, sono state ammesse la vincente e la seconda del campionato precedente.[2]
- Libia (LBY): A causa dell'assenza del campionato nel 2012, la vincente del campionato libico di calcio 2009-2010 (ultima stagione completa) è stata selezionata per rappresentare la Libia.[3]
- Zimbabwe (ZIM): Highlanders, la seconda della Premier Soccer League 2012, non può partecipare alla competizione a causa dell'esclusione per 3 anni per essersi ritirata dalla Coppa della Confederazione CAF 2011.

## Turni e date dei sorteggi
| Fase                        | Turno             | Data sorteggio                  | Andata                             | Ritorno                            |
| --------------------------- | ----------------- | ------------------------------- | ---------------------------------- | ---------------------------------- |
| Qualificazioni              | Turno preliminare | 9 dicembre 2012 (Cairo, Egitto) | 15–17 febbraio 2013                | 1–3 marzo 2013                     |
| Qualificazioni              | Primo turno       | 9 dicembre 2012 (Cairo, Egitto) | 15–17 marzo 2013                   | 5–7 aprile 2013                    |
| Qualificazioni              | Secondo turno     | 9 dicembre 2012 (Cairo, Egitto) | 19–21 aprile 2013                  | 3–5 maggio 2013                    |
| Fase a gruppi               | 1ª giornata       | 14 maggio 2013 (Cairo, Egitto)  | 20-24 luglio 2013 e 10 agosto 2013 | 20-24 luglio 2013 e 10 agosto 2013 |
| Fase a gruppi               | 2ª giornata       | 14 maggio 2013 (Cairo, Egitto)  | 3 - 4 agosto 2013                  | 3 - 4 agosto 2013                  |
| Fase a gruppi               | 3ª giornata       | 14 maggio 2013 (Cairo, Egitto)  | 17 agosto 2013                     | 17 agosto 2013                     |
| Fase a gruppi               | 4ª giornata       | 14 maggio 2013 (Cairo, Egitto)  | 31 agosto 2013                     | 31 agosto 2013                     |
| Fase a gruppi               | 5ª giornata       | 14 maggio 2013 (Cairo, Egitto)  | 14 settembre 2013                  | 14 settembre 2013                  |
| Fase a gruppi               | 6ª giornata       | 14 maggio 2013 (Cairo, Egitto)  | 21 settembre 2013                  | 21 settembre 2013                  |
| Fase a eliminazione diretta | Semifinali        | 14 maggio 2013 (Cairo, Egitto)  | 6 ottobre 2013                     | 19 ottobre 2013                    |
| Fase a eliminazione diretta | Finale            | 14 maggio 2013 (Cairo, Egitto)  | 2 novembre 2013                    | 9 novembre 2013                    |

## Qualificazioni

### Turno preliminare
| Squadra 1          | Totale            | Squadra 2                     | Andata | Ritorno |
| ------------------ | ----------------- | ----------------------------- | ------ | ------- |
| Zamalek            | 7 – 0             | Gazelle                       | 7 – 0  | 0 – 0   |
| Vita Club          | 5 – 1             | Dynamic Togolais              | 3 – 0  | 2 – 1   |
| Jamhuri            | 0 – 8             | Saint-George SA               | 0 – 3  | 0 – 5   |
| Bizertin           | 2 – 1             | Al-Ittihad Tripoli            | 1 – 1  | 1 – 0   |
| Dynamos            | 3 – 1             | Lesotho Correctional Services | 3 – 0  | 0 – 1   |
| St Michel United   | 1 – 7             | Tusker                        | 1 – 4  | 0 – 3   |
| Zanaco             | 3 – 2             | Mbabane Swallows              | 3 – 2  | 0 – 0   |
| Orlando Pirates    | 9 – 0             | Djabal Club                   | 5 – 0  | 4 – 0   |
| Maxaquene          | 0 – 2             | Mochudi Centre Chiefs         | 0 – 1  | 0 – 1   |
| APR                | 2 – 2 (gfc)       | Vital'O                       | 1 – 2  | 1 – 0   |
| Enugu Rangers      | 6 – 0             | Sporting Clube do Príncipe    | 3 – 0  | 3 – 0   |
| Simba              | 0 – 5             | Recreativo do Libolo          | 0 – 1  | 0 – 4   |
| JSM Béjaïa         | 3 – 0             | Olympic Niamey                | 3 – 0  | 0 – 0   |
| Asante Kotoko      | 7 – 0             | Elá Nguema                    | 7 – 0  | 0 – 0   |
| Primeiro de Agosto | 4 – 3             | ADEMA                         | 4 – 2  | 0 – 1   |
| FUS Rabat          | 2 – 2 (gfc)       | Real de Banjul                | 1 – 0  | 1 – 2   |
| Douala             | 3 – 1             | LISCR                         | 2 – 1  | 1 – 0   |
| Horoya             | 0 – 3             | Séwé Sports                   | 0 – 0  | 0 – 3   |
| AFAD Djékanou      | 6 – 2             | Diamond Stars                 | 5 – 1  | 1 – 1   |
| Coton Sport        | 0 – 0 (4 – 3 dtr) | URA                           | 0 – 0  | 0 – 0   |
| Moghreb Tétouan    | 1 – 1 (1 – 3 dtr) | Casa Sport                    | 1 – 0  | 0 – 1   |
| Kano Pillars       | 5 – 1             | Olympic Real de Bangui        | 5 – 1  | 0 – 0   |
| Léopards           | 2 – 1             | Mounana                       | 2 – 0  | 0 – 1   |
| ASPAC              | 2 – 2 (4 – 5 dtr) | ASFA Yennenga                 | 1 – 1  | 1 – 1   |

### Primo turno
| Squadra 1             | Totale      | Squadra 2        | Andata | Ritorno |
| --------------------- | ----------- | ---------------- | ------ | ------- |
| Zamalek               | 1 – 0       | Vita Club        | 1 – 0  | 0 – 0   |
| Saint-George SA       | 3 – 1       | Djoliba          | 2 – 0  | 1 – 1   |
| Bizertin              | 3 – 1       | Dynamos          | 3 – 0  | 0 – 1   |
| Tusker                | 1 – 4       | Al-Ahly          | 1 – 2  | 0 – 2   |
| Zanaco                | 1 – 3       | Orlando Pirates  | 0 – 1  | 1 – 2   |
| Mochudi Centre Chiefs | 0 – 7       | TP Mazembe       | 0 – 1  | 0 – 6   |
| Vital'O               | 0 – 2       | Enugu Rangers    | 0 – 0  | 0 – 2   |
| Recreativo do Libolo  | 4 – 2       | Al-Merreikh      | 2 – 1  | 2 – 1   |
| JSM Béjaïa            | 1 – 1 (gfc) | Asante Kotoko    | 0 – 0  | 1 – 1   |
| Primeiro de Agosto    | 0 – 2       | Espérance Tunisi | 0 – 1  | 0 – 1   |
| FUS Rabat             | 3 – 1       | Douala           | 3 – 0  | 0 – 1   |
| Séwé Sports           | 5 – 4       | Al-Hilal         | 4 – 1  | 1 – 3   |
| AFAD Djékanou         | 1 – 3       | Coton Sport      | 0 – 1  | 1 – 2   |
| Casa Sport            | 1 – 4       | Stade Malien     | 1 – 2  | 0 – 2   |
| Kano Pillars          | 4 – 4 (gfc) | Léopards         | 4 – 1  | 0 – 3   |
| ASFA Yennenga         | 4 – 5       | ES Sétif         | 2 – 1  | 2 – 4   |

### Secondo turno
| Squadra 1       | Totale            | Squadra 2            | Andata | Ritorno |
| --------------- | ----------------- | -------------------- | ------ | ------- |
| Zamalek         | 3 – 3 (gfc)       | Saint-George SA      | 1 – 1  | 2 – 2   |
| Bizertin        | 1 – 2             | Al-Ahly              | 0 – 0  | 1 – 2   |
| Orlando Pirates | 3 – 2             | TP Mazembe           | 3 – 1  | 0 – 1   |
| Enugu Rangers   | 1 – 3             | Recreativo do Libolo | 0 – 0  | 1 – 3   |
| JSM Béjaïa      | 0 – 1             | Espérance Tunisi     | 0 – 0  | 0 – 1   |
| FUS Rabat       | 1 – 1 (gfc)       | Séwé Sports          | 1 – 1  | 0 – 0   |
| Coton Sport     | 3 – 0             | Stade Malien         | 3 – 0  | 0 – 0   |
| Léopards        | 4 – 4 (5 – 4 dtr) | ES Sétif             | 3 – 1  | 1 – 3   |

Le perdenti accedono al turno di play-off della Coppa della Confederazione CAF 2013.

## Fase a gruppi

### Gruppo A
| Squadra         | Pt | G | V | N | P | GF | GS | DR |
| --------------- | -- | - | - | - | - | -- | -- | -- |
| Al-Ahly         | 11 | 6 | 3 | 2 | 1 | 8  | 7  | +1 |
| Orlando Pirates | 8  | 6 | 2 | 2 | 2 | 8  | 4  | +4 |
| Zamalek         | 7  | 6 | 2 | 1 | 3 | 10 | 12 | -2 |
| Léopards        | 7  | 6 | 2 | 1 | 3 | 4  | 7  | -3 |

|                 | AHL   | LEO   | ORL   | ZAM   |
| --------------- | ----- | ----- | ----- | ----- |
| Al-Ahly         |       | 2 – 1 | 0 – 3 | 4 – 2 |
| Léopards        | 0 – 1 |       | 1 – 0 | 1 – 0 |
| Orlando Pirates | 0 – 0 | 0 – 0 |       | 4 – 1 |
| Zamalek         | 1 – 1 | 4 – 1 | 2 – 1 |       |

### Gruppo B
| Squadra                                          | Pt | G | V | N | P | GF | GS | DR |
| ------------------------------------------------ | -- | - | - | - | - | -- | -- | -- |
| Espérance Tunisi                                 | 15 | 6 | 5 | 0 | 1 | 9  | 4  | +5 |
| Coton Sport                                      | 8  | 6 | 2 | 2 | 2 | 5  | 6  | -1 |
| Clube Recreativo Desportivo do LiboloSéwé Sports | 5  | 6 | 1 | 2 | 3 | 5  | 6  | -1 |
| Recreativo do Libolo                             | 5  | 6 | 1 | 2 | 3 | 8  | 11 | -3 |

|                      | ESP   | COT   | REC   | SEW   |
| -------------------- | ----- | ----- | ----- | ----- |
| Espérance Tunisi     |       | 2 – 0 | 3 – 2 | 1 – 0 |
| Coton Sport          | 1 – 2 |       | 2 – 1 | 1 – 0 |
| Recreativo do Libolo | 1 – 0 | 1 – 1 |       | 2 – 2 |
| Séwé Sports          | 0 – 1 | 0 – 0 | 3 – 1 |       |

## Fase a eliminazione diretta

### Semifinali
| Squadra 1       | Totale          | Squadra 2        | Andata | Ritorno |
| --------------- | --------------- | ---------------- | ------ | ------- |
| Coton Sport     | 2 – 2 (6-7 dtr) | Al-Ahly          | 1 – 1  | 1 – 1   |
| Orlando Pirates | 1 – 1 (gfc)     | Espérance Tunisi | 0 – 0  | 1 – 1   |

#### Andata
| Johannesburg 5 ottobre 2013, ore 18:00 UTC+2 | Orlando Pirates    | 0 – 0 referto | Espérance Tunisi | Orlando Stadium\| Arbitro: \| Bouchaïb El Ahrach \| |
| Arbitro:                                     | Bouchaïb El Ahrach |               |                  |                                                     |

| Arbitro: | Janny Sikazwe |

|            |           |                  |
| Mbongo 33’ | Marcatori | 45+3’ Aboutreika |

- La partita tra Coton Sport e Al-Ahly, in programma il 5 ottobre, è stata sospesa al 66' sul punteggio di 0-0 per impraticabilità del campo e ripetuta il giorno dopo.

#### Ritorno
| Arbitro: | Eric Otogo-Castane |

|            |           |               |
| Msakni 55’ | Marcatori | 52’ Mahamutsa |

| Arbitro: | Rajindraparsad Seechurn |

|                                                             |                      |                                                                       |
| El-Said 3’                                                  | Marcatori            | 65’ Yougouda                                                          |
| Aboutrika Soliman Gomaa Ahmed Moawad Trezeguet Nagieb Fathy | Tiri di rigore 7 – 6 | Oyongo Bouba Yougouda Manga Mbah Kingue Mpondo Ngamaleu Zimbori Haman |

### Finale
| Squadra 1       | Totale | Squadra 2 | Andata | Ritorno |
| --------------- | ------ | --------- | ------ | ------- |
| Orlando Pirates | 1 – 3  | Al-Ahly   | 1 – 1  | 0 – 2   |

#### Andata
| Arbitro: | Djamel Haimoudi |

|               |           |                |
| Matlaba 90+3’ | Marcatori | 14’ Aboutreika |

#### Ritorno
| Arbitro: | Bakary Gassama |

|                                 |           |  |
| Aboutreika 54’ Abd El-Zaher 78’ | Marcatori |  |